# Katarzyna Wellna
Katarzyna Wellna Konieczna (Złotów, 22 marzo 1985) è una pallavolista polacca.
Gioca nel ruolo di schiacciatrice e opposto nel BKS.

## Carriera
La carriera di Katarzyna Wellna, nota anche col cognome Konieczna assunto col matrimonio, inizia a livello giovanile nel club della sua città natale, lo Sparta Złotów. In seguito gioca per due anni tra il 2001 ed il 2003 nella formazione federale dello SMS PZPS Sosnowiec. Fa il suo esordio da professionista nel massimo campionato polacco con la maglia dell'AZS AWF Poznań nella stagione 2003-04, restando legata al club per ben quattro annate. Dalla stagione 2007-08 gioca invece col Gedania, restando nel club per due annate; nel 2009 fa parte della selezione universitaria che vince la medaglia di bronzo alla XXV Universiade.
Nel campionato 2009-10 gioca col PTPS di Piła, conquistando al termine della stagione le prime convocazioni nella nazionale polacca. Nel campionato successivo viene ingaggiata dal Trefl Sopot, restandovi per due stagioni e vincendo lo scudetto al termine della seconda. Nella stagione 2012-13 passa all'Impel di Breslavia, che lascia nella stagione 2014-15, quando viene ingaggiata dal Dąbrowa Górnicza.
Dopo un'annata di inattività, nel campionato 2016-17 torna in campo nuovamente con l'Impel di Breslavia, mentre nell'annata successiva si accasa al BKS di Bielsko-Biała, sempre nella massima divisione.

## Palmarès

### Club
- Campionato polacco: 1

2011-12

### Nazionale (competizioni minori)
- XXV Universiade